# Las Zurraderas
Las Zurraderas es una localidad perteneciente a la pedanía de Los Geráneos en el municipio de Águilas, Región de Murcia, España. Se encuentra pegada a la carretera que une Águilas con Cabo Cope. Cuenta con una población de 136 hab. En un futuro, está prevista la construcción del hospital de Águilas, en esta localidad.
- Datos: Q5970855